# Йоаким Скопски
Йоаким (на гръцки: Ιωακείμ) е гръцки духовник, скопски митрополит на Цариградската патриаршия.

## Биография
По произход Йоаким е грък – роден е на остров Бургасада (Антигони). Служи като протосингел на Кизическата епархия.
Йоаким оглавява скопската катедра през юни 1844 година, въпреки исканията на жителите на епархията, начело с хаджи Георги Попович и хаджи Христо Попович, митрополит да стане българин. Подобно на предшественика си Гавриил III Скопски, Йоаким също провежда по-гъвката политика. Йоаким започва да учи български език, понякога чете на черковнославянски по време на литургии и известно време не пречи на българското просветно дело, като позволява в катедралния двор да се построи нова сграда на българското общинско училище. В това училище дълго преподава българският възрожденски просветен деец Йордан Хаджиконстантинов Джинот, но Йоаким успява да издейства арестуването му на 20 януари 1857 година и Джинот е изгонен от Скопие. След това Йордан Хаджиконстантинов се връща в града, но властите го екстернират окончателно независимо от препоръчителните му писма. В 1858 година в града се празнува за пръв път денят на братята Кирил и Методий, като митрополит Йоаким отслужва на 11 май тържествената литургия, но тази отстъпка е само привидна, защото Йоаким налага да се отслужва на гръцки език, поставя свои хора за епитропи и насила събира голям данък владичина. Поради тези причини в 1858 – 1860 година започват вълнения в Скопска епархия срещу митрополита. Георги Карайовев се изявява в Скопие като противник на Йоаким и агитира селяните да не плащат непосилно високата владичина.
На 20 март 1864 година Йоаким пристига в Цариград.
Йоаким прави своя дякон Паисий свой викарен епископ за Вранска област от епархията. Докато Йоаким е член на Светия синод в Цариград в 1865 – 1867 г., го замества Паисий.
Йоаким остава скопски митрополит до 1868 година, когато на 28 февруари умира в Скопие. Погребан е в катедралната църква „Света Богородица“. Наследява го викарният му епископ Паисий Перистерски.